# Texas Lightning
Texas Lightning este o formație germană de muzică country–pop, compusă din Olli Dittrich ca Ringofire (baterie și voce), Jon Flemming Olsen ca The Flame (voce și chitară), Markus Schmidt ca Fastfinger (chitară electric și banjo), Uwe Frenzel ca Friendly (doublebass și voce) și Jane Comerford (voce și ukulele).
Trupa a reprezentat Germania la Concursul Muzical Eurovision 2006 cu piesa „No No Never” și a fost prima formație de muzică country care a participat la Eurovision. La concurs Texas Lightning s-a clasat pe locul 14 cu 36 puncte.

## Discografie

### Albume
- 2006 "Meanwhile, Back at The Ranch" (certificat cu Aur)
- 2009 "Western Bound"

### Single-uri
- 2005 "Like a Virgin"
- 2006 "No No Never" (certificat cu Platină)
- 2006 "I Promise"
- 2009 "Seven Ways to Heaven"